# 駄目な僕
「駄目な僕」（だめなぼく、I Just Wasn't Made for These Times）は、アメリカ合衆国のロックバンド、ザ・ビーチ・ボーイズの楽曲。1966年発表のアルバム『ペット・サウンズ』に収録。
革新的な考えを持つ男が周囲の人とうまく折り合えず、最終的に自分から人々の元を離れてしまうという歌詞の曲。ブライアンはリード・ヴォーカルのみならず、バッキング・ヴォーカルの大部分も自身で多重録音している。
なお、この曲ではロックでは従来あまり使われることの無かったテルミンが効果的に使用されており、大ヒット曲「グッド・ヴァイブレーション」での使用に先鞭をつけたものとして知られる。
1997年に発表されたステレオ・ヴァージョンでは、モノ・ヴァージョンの最初から8～10秒あたりで聴こえる奇妙なノイズ（実際はテープを巻き戻す音）が完全にカットされた。

## クレジット
- ブライアン・ウィルソン：リード・ヴォーカル
- アル・ジャーディン：ヴォーカル
- マイク・ラヴ：ヴォーカル
- カール・ウィルソン：ヴォーカル
- デニス・ウィルソン：ヴォーカル

- Chuck Berghofer：アップライト・ベース
- ハル・ブレイン：ドラムス、ティンパニ、ボンゴ
- グレン・キャンベル：ギター
- Frank Capp：ティンパニ、ラテン・パーカッション
- Steve Douglas：テナーサックス
- Plas Johnson：テナーサックス
- バーニー・ケッセル：ギター
- Bobby Klein：テナーサックス
- Mike Melvoin：ハープシコード
- Jay Migliori：バリトンサックス
- Tommy Morgan：ハーモニカ
- Ray Pohlman：ベース
- Don Randi：ピアノ
- Paul Tanner：タナリン